# لي كون
لي كون (بالصينية: 李鲲) (1 أغسطس 1981 في الصين - ) هو لاعب كرة قدم صيني في مركز الدفاع. لعب مع شيامن بلو ليونز وWuhan Optics Valley F.C. ‏ وBayi Football Team ‏ وAnhui Jiufang F.C. ‏.